# Râul Megina, Cerna
Râul Megina este un curs de apă, afluent de dreapta al râului Cerna.